# ダイヤモンド☆ブルー
「ダイヤモンド☆ブルー」は、1990年5月21日にリリースされた酒井法子の14枚目のシングルである。

## 解説
プロモーション・ビデオは原宿の歩行者天国で開催されたシングル発売記念イベントでのライヴ映像を使用した。

## 売上
週間オリコンチャートにおいては9位を記録（5.0万枚）。登場週数は5週。

## 収録曲
- 全編曲：井上日徳

1. ダイヤモンド☆ブルー
  - 作詞作曲：遠藤響子
2. Lonely Heartによろしく
  - 作詞：及川眠子／作曲：都志見隆

## 収録アルバム
- White Girl/NORIKO Part VI
- Singles〜NORIKO BEST〜 II
- Natural Best
- TWIN BEST
- The Best Exhibition 酒井法子30thアニバーサリーベストアルバム
- NORIKO BOX 30th Anniversary Mammoth Edition
- Premium Best